# Mardin

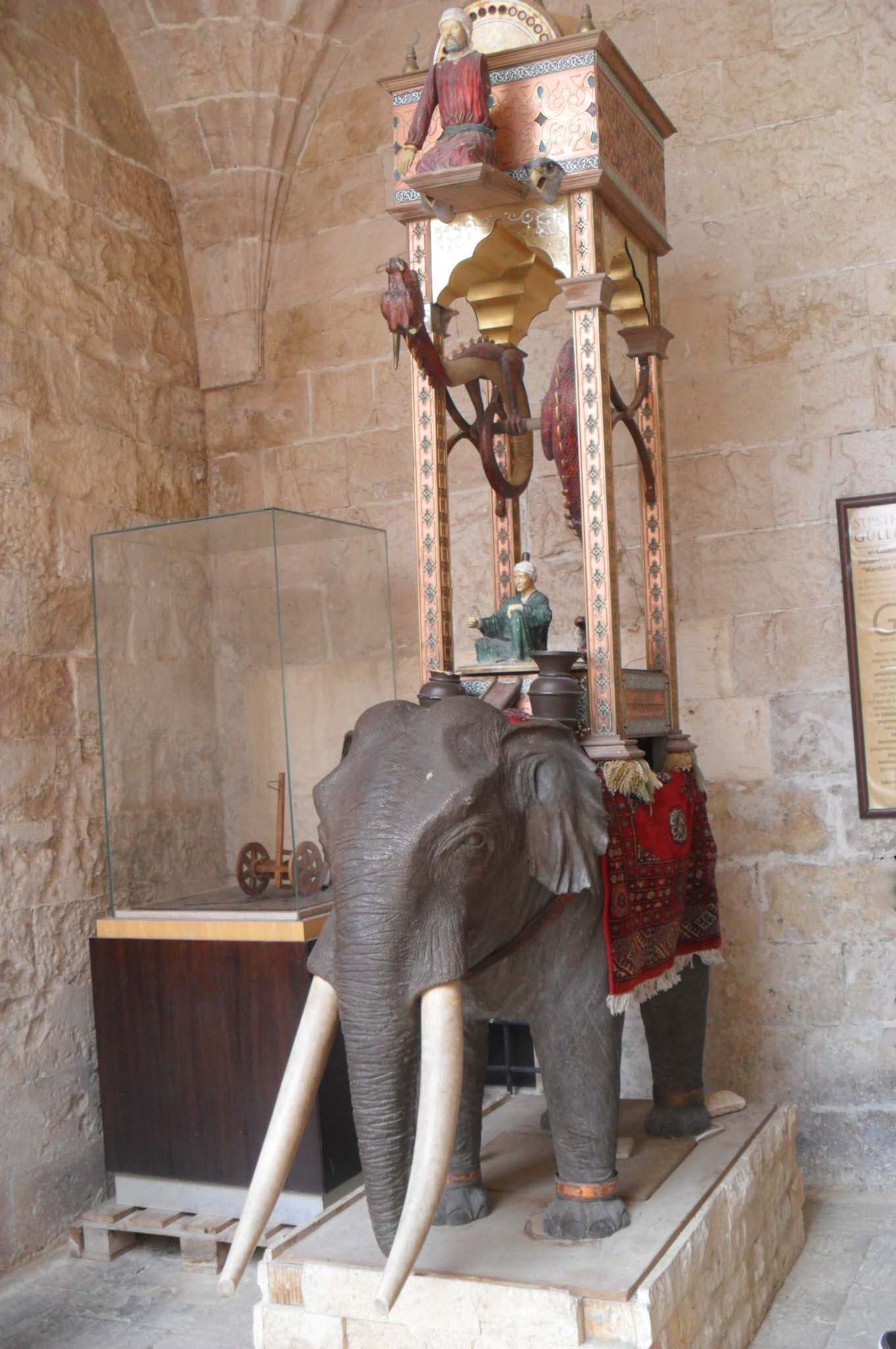
Rellotge de l'elefant en l'antiga Madrassa Kasımiye.

Mardin (Mardin (kurd: Mêrdîn; àrab: ماردين, Mārdīn; siríac: ܡܪܕܝܢ, Merdīn; turc: Mardin) és una ciutat de Turquia a la part sud-est del país, capital de l'İl (província) homònim. Es troba 90 km al sud de Diyarbakir i 45 km a l'oest de Nisibin. Té al voltant de vuitanta mil habitants (2005).
La ciutat conserva diverses mesquites (entre elles la Gran Mesquita), la ciutadella d'època hamdànida, la antiga Madrassa Kasimiye i la Zinciriye, la madrassa del Sultan Isa (del 1385 on hi enterrats 52 patriarques), la madrassa de Kasim Pasha. Als afores hi ha el monestir siríac de Dayrul-Zeferan (del segle ix) i la madrassa Harizm; els ortúkides van construir la mesquita Ulu a Kiziltepe (21 km al sud); les ruïnes de la vella Mardin es troben a Hasankeyf, a la vora de la província de Batman amb el pont sobre el riu Tigris, el palau i altres edificis i que serà aviat cobert per les aigües d'un embassament (el Projecte GAP). També a la rodalia de la ciutat es pot veure la tomba de Zeynel Bey i el monestir de Mar Yakup (abans Marevgan i Marhonesya).
El museu de la ciutat es troba a la seu de l'antic patriarcat construït el 1895 pel patriarca d'Antioquia Ignatios Benham Banni, avui restaurat, que alberga col·leccions d'objectes assiris, urartians, hel·lens, perses, romans, romans d'Orient, seljúcides, ortúkides i otomans.
Característica de Mardin són les cases excavades a la roca calcaria. Els joiers d'or i plata de la ciutat també tenen un gran prestigi.
El il o província de Mardin té 12.760 km² i una població de més de set-cents mil habitants. Té 9 districtes: Dargeçit, Derik, Kızıltepe, Mazıdağı, Midyat, Nusaybin, Ömerli, Savur i Yeşilli.
Els projecte principal és l'embassament anomenat Projecte GAP que posarà cent mil hectàrees en producció, sobretot de cotó. S'ha creat també una zona industrial per a productes locals i entre els destacadament els fertilitzants. I ha també una zona de lliure comerç (Free Trade Zone).

## Història

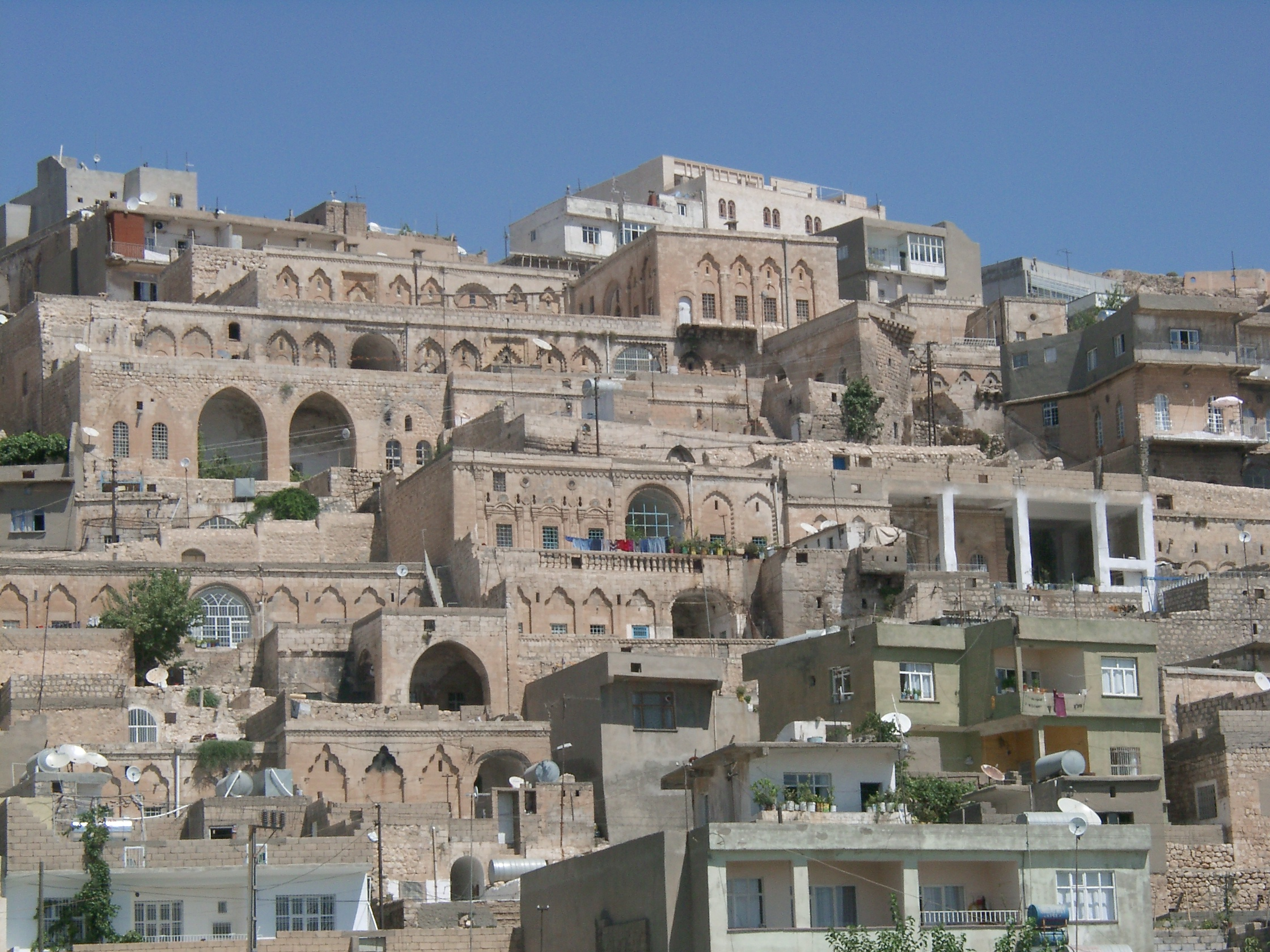
La ciutat vella de Mardin

Katxiari fou una ciutat de la Djazira al districte del Diyar Rabia. Es creu que era una petita fortalesa poc important anomenada en llatí Maride i en siríac Marda (que vol dir «fortalesa»), esmentada en temps de l'emperador Constantí i el 506, que fou ocupada pels àrabs vers el 640, junt amb Tur Abidin i Dara, quan Iyad ben Ghanm va conquerir la Djazira.
S'hi van establir els àrabs Banu Rabia que el 751 es van revoltar dirigits per Burayka però foren derrotats. El 684 s'hi va establir un bisbat jacobita. A finals del segle viii el bisbe local nestorià Joan de Mardin (el primer bisbe nestorià es constata el 755) va fundar nombrosos monestirs.
El 882 o 883 l'emir-governador Shaybànida Ahmad ben Isa la va arrabassar a Muhammad ben Ishak ban Kandadj governador de Mosul i els shaybànides la van conservar fins al 889 en què el califa se'n va apoderar.
El 893 va caure en mans d'Hamdan ben Hamdun que el 894 o 895, davant l'atac de les forces del califa, va abandonar la ciutat, però després d'un temps els hamdànides van recobrar el favor del Califa i van rebre altre cop la regió. Els hamdànides la van posseir, però el 974 o 975 en un tractat entre hamdànides i buwàyhides la ciutat fou deixada als segons a canvi d'altres privilegis.
És probable que vers el 885 caigués en mans de Badh, de la dinastia marwànida, que va ocupar Nisibin, 45 km a l'est, però no està documentat. En les seves mans romandria fins al 1085 quan els seus dominis foren annexionats pels seljúcides.

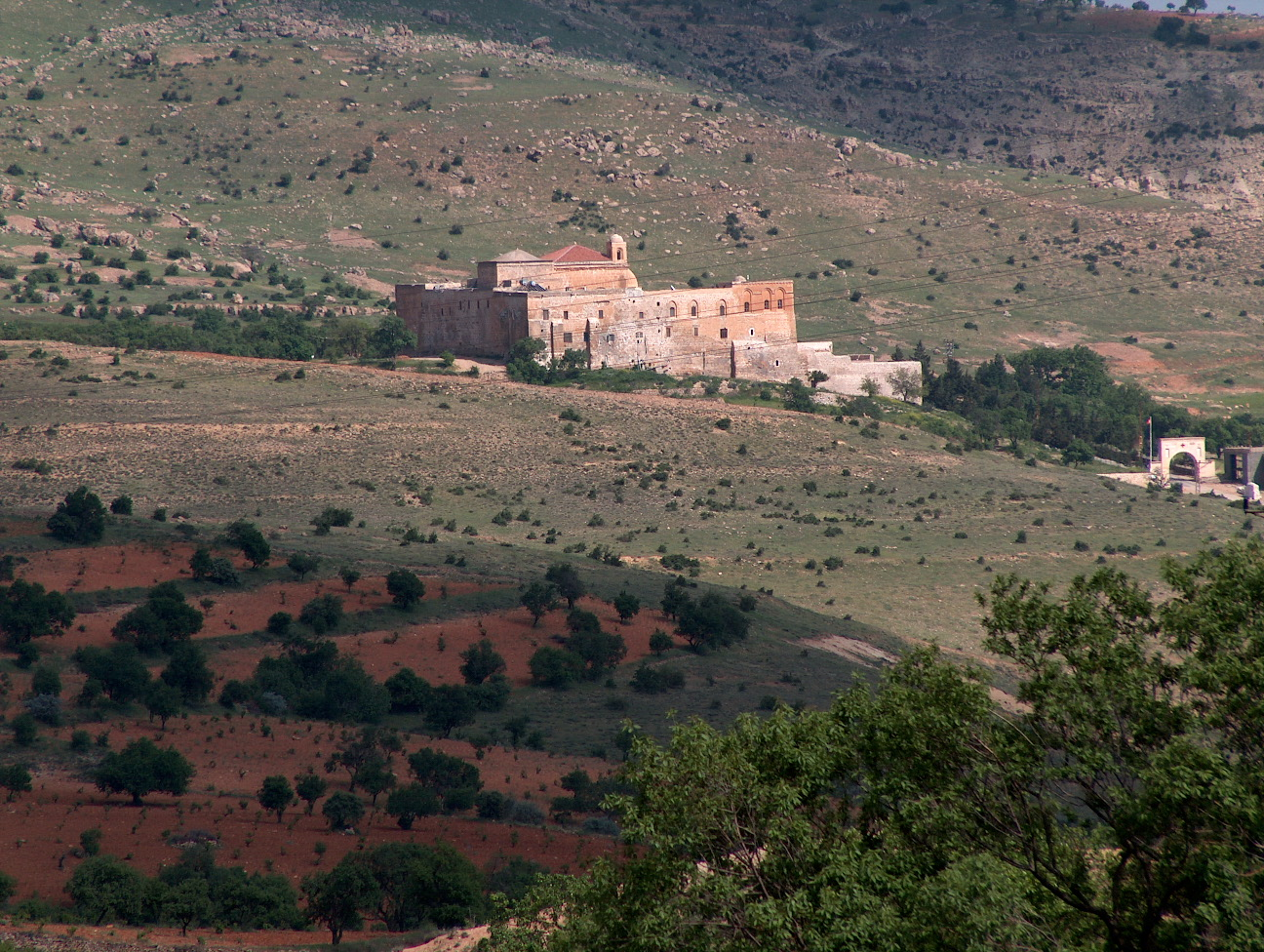
Monestir siríac ortodox de Dayro d-Mor Hananyo, l'antic Dayr al-Zafaran, prop de Mardin

A la mort del seljúcida Malik Shah la regió va caure en poder de Tutush ben Alp Arslan (la regió fins a Nisibin) i després Barkyaruq la va donar a un antic servidor (mughanni). Poc temps després la fortalesa fou ocupada mitjançant una trampa per l'ortúkida Yakuti ben Alpyaruk, net d'Ortuk, que hi havia estat empresonat algun temps; Yakuti la va perdre davant el seu oncle Sukman de Hisn Kayfa que la va conservar fins a la seva mort el 1105 i el va succeir el seu fill Ibrahim però li fou arrabassada pel seu oncle Ilghazi vers el 1108. La branca d'Ilghazi (Ilghàzides o ortúkides de Mardin) va governar fins al 1408. El 1171 el patriarcat dels Jacobites es va traslladar des Amida a Mardin però el 1207 fou traslladat a Dayr al-Zafaran, uns quilòmetres cap a l'est.
El 1183 Saladí va arribar fins a Harzam a 10 km al sud-oest de Mardin però no va poder ocupar la ciutat. El 1198 el sultà aiúbida Al-Malik al-Adil ben Ayyub va arribar fins a la rodalia de la ciutat i la va assetjar, però després d'uns mesos, el setge fou aixecat el 1199. El 1202 Al-Adil va enviar a la zona al seu fill Ashraf que va nomenar governadors (shihna) de diverses fortaleses de la regió, però finalment, amb la mediació de l'aiúbida al-Zahir d'Alep, es va retirar a canvi de pagar un tribut de 150.000 dinars a Al-Adil i del reconeixement de la sobirania del sultà aiúbida per part de l'emir ortúkida.
Nadjm al-Din Ghazi al-Said va rebre el 1259 una ambaixada d'Hulegu Khan que li exigia el reconeixement de la seva sobirania. Nadjm li va enviar el seu fill Muzaffar però va conservar una actitud neutral. El kan va enviar al general Yashmut que va atacar la ciutat el 1260 i aquest la va assetjar durant 8 mesos sense èxit. La situació era desesperada per la fam i les epidèmies i Muzaffar, el més favorable als mongols, va matar el seu pare i va fer submissió, i fou reconegut pels mongols com a emir i ell i els seus descendents foren des de llavors investits pel kan mongol.
Durant el govern de Shams al-Din Mahmud al Salih ben al-Mansur (1367) el viatger Ibn Batuta va visitar la ciutat. La germana de l'emir, Dunya khatun, era llavors la dona del Il-kan Muhammad Khudabanda.

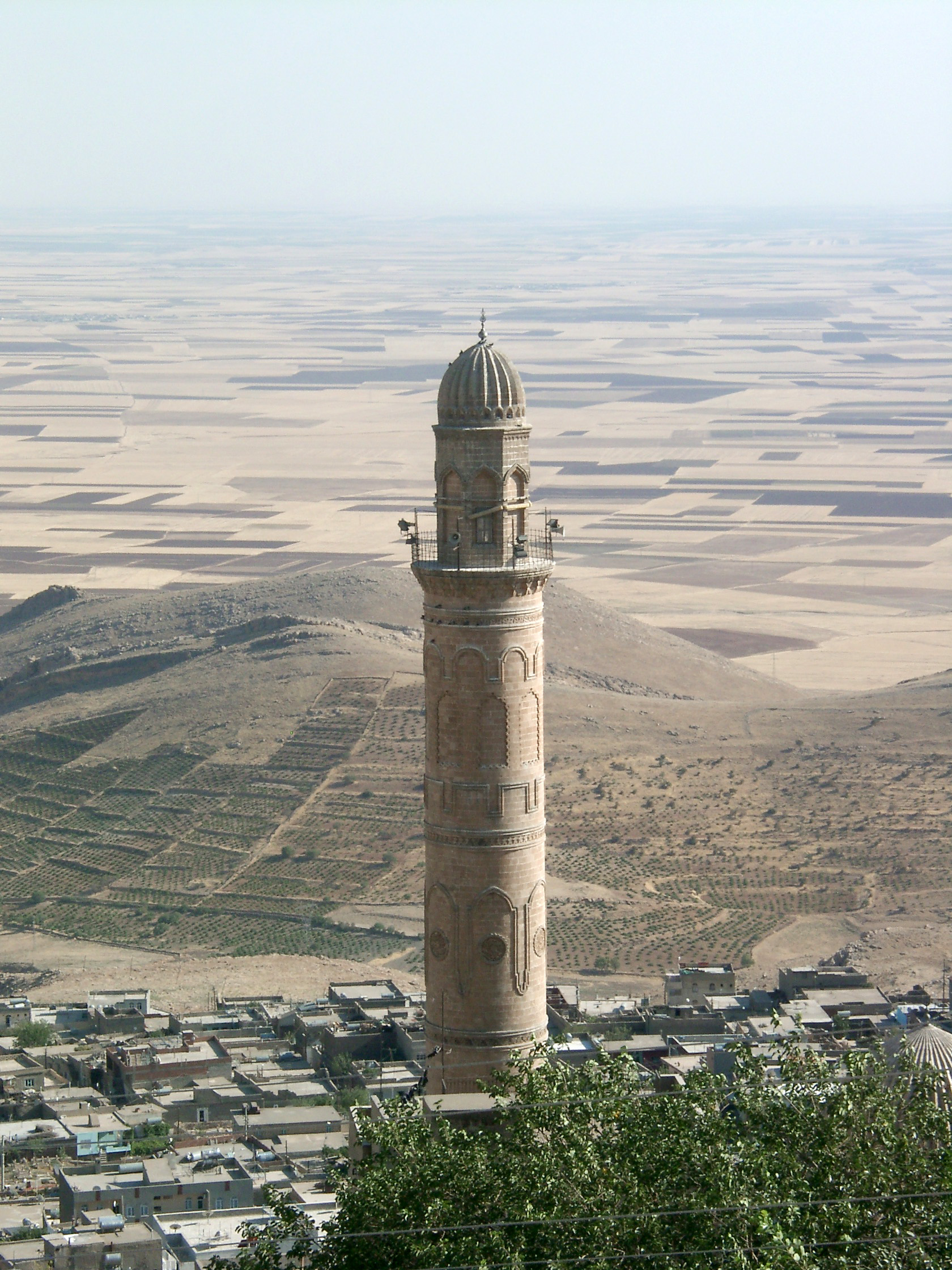
El minaret de la mesquita Reyhane, amb la plana de Mesopotàmia al fons

El 1376 va pujar al tron Nadjm al-Din Isa al-Zahir. El 1394 Tamerlà va atacar la ciutat i l'emir li va fer submissió, però els ciutadans van atacar a la gent de Tamerlà que van entrar a la ciutat. Isa fou llavors empresonats i, carregat de cadenes, fou enviat a Sultaniyya, però Al-Salih, el germà d'Isa, va conservar la ciutat. El 1397 Isa va rebre el perdó i fou reinstal·lat. El 1401, per alguna qüestió, fou atacada altra vegada per Tamerlà i ocupada menys la ciutadella superior (al-kala al-shahba) que no va poder ser ocupada, i Isa va oferir regals i promeses a Tamerlà que finalment va renunciar a l'assalt; els habitants van obtenir l'armistici a causa del naixement d'Ulug Beg. El 1402 Isa es va presentar a Tamerlà i fou perdonat. Però poc després, el mateix 1404, Tamerlà va tornar a la regió, i Isa, per por, es va tancar a la fortalesa. Tamerlà llavors va assetjar Mardin, però com que el setge podia ser llarg, va marxar i va deixar encarregat d'organitzar un nou setge a l'emir Kara Uthman Ak Koyunlu. El 1405 Isa es va aliar amb Kara Yusuf dels Kara Koyunlu, que acabava de sortir del seu exili d'Egipte, i junts van atacar als Ak Koyunlu; la lluita va durar 20 dies i es va acabar amb un acord; llavors Kara Yusuf se'n va anar cap a l'Azerbaidjan i Kara Uthman va atacar immediatament Mardin (trencant l'acord) i va derrotar a Isa prop de Djawsak, que probablement és l'actual Djawsat, a 17 km a l'oest de Mardin, i va assetjar la ciutat però sense èxit. Isa va participar llavors en una expedició al Diyar Bakr aliat amb Djakim o Djakum, governador d'Alep (i antic mameluc de Barkuk) i foren atacats per Muhammad, fill segons les fonts de Kara Ilik (és a dir Kara Uthman) que els va derrotar el 23 d'abril del 1407, batalla en la qual va morir Isa. El seu germà Al-Salih el va succeir per segona vegada, però davant els atacs Ak Koyunlu va decidir cedir Mardin als Kara Koyunlu (1408) que a canvi li van donar Mosul.
Kara Uthman fou succeït per l'Ali Beg que va instal·lar tribus de turcmans a la regió de Mardin. Djihangir, fill d'Ali, que va governar als Ak Koyunlu del 1444 al 1453, ja dominava la ciutat de Mardin que no se sap quan fou arrabassada als Kara Koyunlu. Van seguir els emirs Uzun Hasan i el seu fill Yakub, a la mort del qual Ala al-Dawla, l'emir de Dhul Kadr es va apoderar de Diyar Bakr menys Mardin que els Ak Koyunlu van conservar. El 1498 Abul Muzaffar Kasim ben Djihangir era encara a Mardin i hi va emetre moneda almenys fins al 1503.
El 1507 va caure en poder dels safàvides i va ser donada en feu al cap militar safàvida Ustadjlu Muhammad. En aquest any la ciutat era de majoria armènia. El 1514 els perses foren derrotats a Čaldiran i Ustadjlu va morir i son germà i successor Kara Khan va establir a Mardin el seu quarter general, però els otomans van ocupar la ciutat vers 1515 però els perses van conservar la ciutadella. El 1516 Kara khan fou derrotat i mort a Karghandede, prop de Kočhisar (17 km al sud-est de Mardin) i el seu germà Sulayman Khan, defensor de la ciutadella de Mardin, el va succeir. Allí fou assetjat durant un any i no fou ocupada fins que va arribar Mehmed Biyikli Pasha amb reforços des de Síria. Els defensors van morir tots.
El 1534 Mardin va esdevenir sandjak dins l'eyalet de Diyarbakir. El 1555 el patriarcat jacobita va tornar a Mardin, d'eon havia sortir el 1207. Vers el 1700 va esdevenir part del pashalik de Bagdad i el 1810 encara és indicada com a vila de frontera dels pashas de Bagdad governada per un mutusellim designat pel pasha.
Les reformes de Mahmud II van provocar la revolta de Mardin el 1832 que va quedar governada per beys kurds, domini que de fet ja exercien abans al costat del delegat de la Porta, i que havia esdevingut hereditari. El 1836 Rashid Pasha va atacar i ocupar la ciutat i va destruir la gran mesquita; Rashid va morir el gener del 1837.
Amb la invasió de la Síria pels egipcis, el cap kurd de la tribu Milli, Timawi ben Ayyub, es va apoderar de Mardin (1837) però fou derrotat i mort. La derrota otomana a Nizib (juny de 1839) va fer prendre decisions a la Porta otomana i Mardin fou inclòs al govern de Sad Allah Pasha de Diyarbakir però els habitants van preferir a Ibrahim Pasha de Mosul, enemic dels Tanzimat, que va enviar un governador que fou mort en uns disturbis.
Després del 1870 va constituir un sandjak del vilayat de Diyarbakır. El sandjak tenia 5 kadas: Mardin, Nisibin, Djazira, Midiyat i Avine.
Amb la reforma del 1921 Mardin es va constituir en il amb 6 ilçes (nou nom per kaza/kada).

## Llista d'emirs ortúkides de Mardin
- Yakuti ben Alpyaruk ben Ortuk vers 1101-1103
- Muin al-Din Sukman ben Ortuk 1103-1105 (de Hisn Kayfa)
- Ibrahim ben Sukman 1105-1108
- Nadjm al-Din Ilghazi I ben Ortuk 1108-1122 (de Mardin, Mayyafarikin i Alep)
- Husam al-Din Timurtash ben Ilghazi 1122-1152 (de Mardin i després de Mayyafarikin)
- Nadjm al-Din Alpi ben Timurtash 1152-1176 (de Mardin i Mayyafarikin)
- Kutb al-Din Ilghazi II ben Alpi 1176-1184 (de Mardin i Mayyafarikin)
- Husam al-Din Yavlak Arslan ben Ilghazi II 1184-1201 (va perdre Mayyafarikin)
- Nasir al-Din Ortuk Arslan bin Il-Ghazi 1201-1239
- Nadjm al-Din Ghazi I al-Said bin Ortuk Arslan 1239-1260
- Kara Arslan al Muzaffar bin Ghazi I 1261-1294
- Shams al-Din Daud al-Said bin Kara Arslan 1292-1294
- Nadjm al-Din Ghazi II al-Mansur bin Kara Arslan 1294-1312
- Imad al-Din Ali Alpi al-Muzaffar ben Ghazi II 1312
- Shams al-Din Mahmud al-Salih ben Ghazi II 1312-1364
- Husam al-Din Ahmad al-Mansur ben Salih 1364-1367
- Shams al-Din Mahmud al-Salih ben Ahmad al-Mansur 1367
- Al-Muzaffar Daud ben Mahmud al-Salih 1367-1376
- Nadjm al-Din Isa al-Zahir ben Daud 1376-1394
- Al-Salih ben Daud 1394-1397
- Nadjm al-Din Isa al-Zahir ben Daud 1397-1407 (segona vegada)
- Al-Salih ben Daud 1407-1408 (segona vegada)
- Als Kara Koyunlu 1408